# Bách thanh mặt nạ
Bách thanh mặt nạ (danh pháp hai phần: Lanius nubicus) là một loài chim thuộc Họ Bách thanh (Laniidae). Chúng sinh sản ở đông nam châu Âu và kết thúc phía đông của Địa Trung Hải, với quần thể riêng biệt ở miền tây Iran. Nó là một loài phổ biến ở Thổ Nhĩ Kỳ, Cyprus, Israel và Syria. Nó là di cư, trú đông ở phía đông bắc châu Phi.

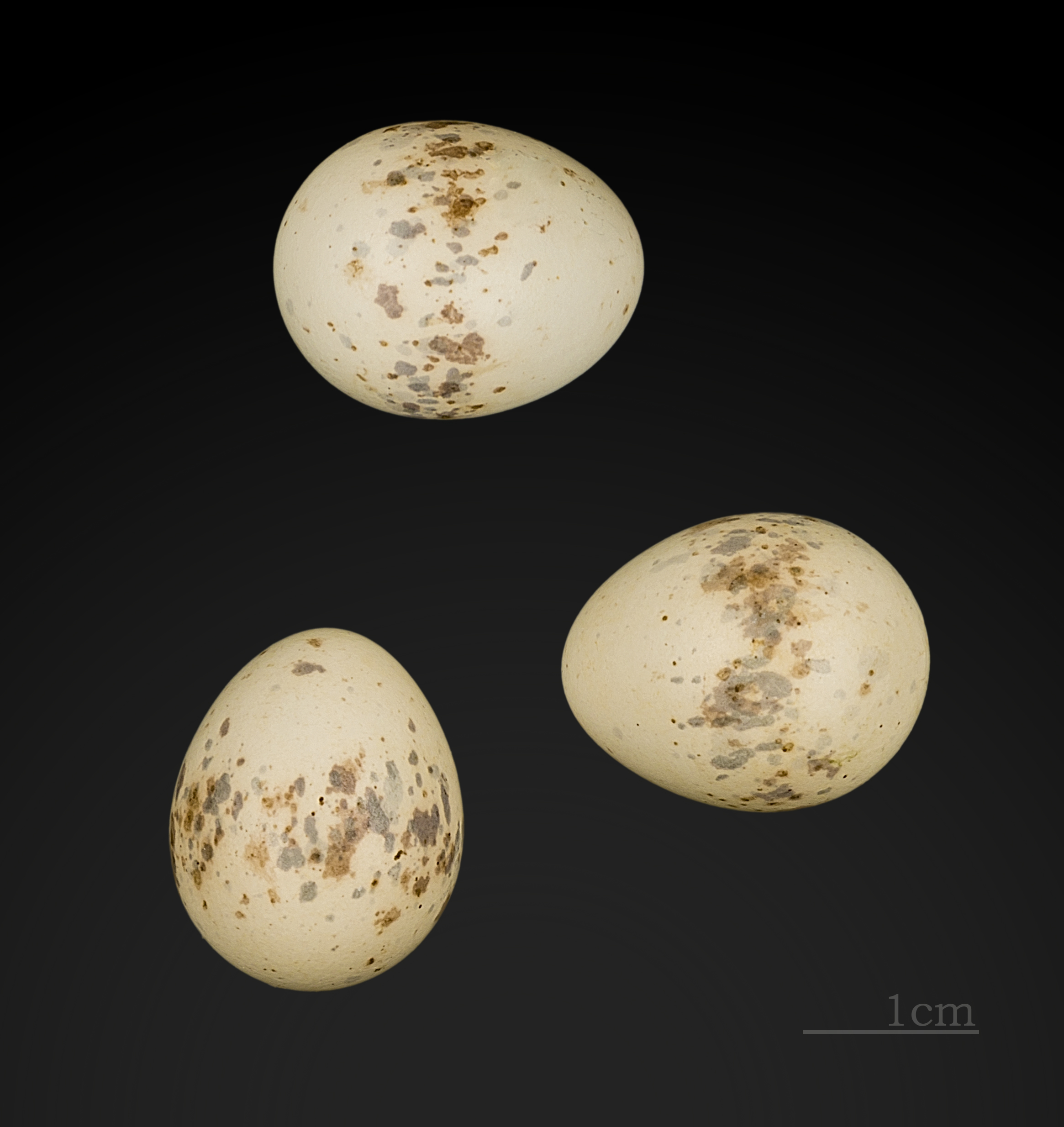
Trứng chim Lanius nubicus

Vì đây là một loài chim nhập cư tầm ngắn, một con chim ở Scotland vào tháng 10 năm 2004 là một ví dụ đáng chú ý của loài lang thang, mặc dù một con xuất hiện ở Anh kỷ lục thứ hai ở nhà thờ Thánh của Đức Maria trong quần đảo Scilly trong tháng 11 năm 2006.